# Senta-Sofia Delliponti/Diskografie
Diese Diskografie ist eine Übersicht über die musikalischen Werke der deutschen Popsängerin Senta-Sofia Delliponti und ihrer Pseudonyme wie Oonagh. Den Schallplattenauszeichnungen zufolge hat sie bisher mehr als 750.000 Tonträger verkauft. Ihre erfolgreichste Veröffentlichung ist das Debütalbum Oonagh mit über 300.000 verkauften Einheiten.

## Alben

### Studioalben
| Jahr       | Titel Musiklabel                      | Höchstplatzierung, Gesamtwochen, AuszeichnungChartplatzierungen (Jahr, Titel, Musiklabel, Platzierungen, Wochen, Auszeichnungen, Anmerkungen) | Höchstplatzierung, Gesamtwochen, AuszeichnungChartplatzierungen (Jahr, Titel, Musiklabel, Platzierungen, Wochen, Auszeichnungen, Anmerkungen) | Höchstplatzierung, Gesamtwochen, AuszeichnungChartplatzierungen (Jahr, Titel, Musiklabel, Platzierungen, Wochen, Auszeichnungen, Anmerkungen) | Anmerkungen                                                |
| Jahr       | Titel Musiklabel                      | DE | AT | CH | Anmerkungen                                                |
| ---------- | ------------------------------------- | --- | --- | --- | ---------------------------------------------------------- |
| als Oonagh |                                       | | | |                                                            |
|            |                                       | | | |                                                            |
| 2014       | Oonagh We Love Music (UMG)            | DE3 ×3Dreifachgold · (70 Wo.)DE | AT16 (13 Wo.)AT | CH34 (9 Wo.)CH | Erstveröffentlichung: 31. Januar 2014 Verkäufe: + 300.000  |
| 2015       | Aeria We Love Music (UMG)             | DE2 Platin · (51 Wo.)DE | AT15 (11 Wo.)AT | CH41 (5 Wo.)CH | Erstveröffentlichung: 13. März 2015 Verkäufe: + 200.000    |
| 2016       | Märchen enden gut We Love Music (UMG) | DE7 Gold · (18 Wo.)DE | AT18 (3 Wo.)AT | CH30 (2 Wo.)CH | Erstveröffentlichung: 21. Oktober 2016 Verkäufe: + 100.000 |
| 2019       | Eine neue Zeit We Love Music (UMG)    | DE4 (12 Wo.)DE | AT35 (1 Wo.)AT | CH11 (3 Wo.)CH | Erstveröffentlichung: 9. August 2019                       |
| als Senta  |                                       | | | |                                                            |
|            |                                       | | | |                                                            |
| 2023       | Egal wie weit Energie Musik (WMG)     | DE42 (1 Wo.)DE | — | — | Erstveröffentlichung: 10. März 2023                        |

### Kompilationen
| Jahr       | Titel Musiklabel        | Höchstplatzierung, Gesamtwochen, AuszeichnungChartplatzierungen (Jahr, Titel, Musiklabel, Platzierungen, Wochen, Auszeichnungen, Anmerkungen) | Höchstplatzierung, Gesamtwochen, AuszeichnungChartplatzierungen (Jahr, Titel, Musiklabel, Platzierungen, Wochen, Auszeichnungen, Anmerkungen) | Höchstplatzierung, Gesamtwochen, AuszeichnungChartplatzierungen (Jahr, Titel, Musiklabel, Platzierungen, Wochen, Auszeichnungen, Anmerkungen) | Anmerkungen                          |
| Jahr       | Titel Musiklabel        | DE | AT | CH | Anmerkungen                          |
| ---------- | ----------------------- | --- | --- | --- | ------------------------------------ |
| als Oonagh |                         | | | |                                      |
|            |                         | | | |                                      |
| 2020       | Best Of Airforce1 (UMG) | DE10 (9 Wo.)DE | — | CH49 (1 Wo.)CH | Erstveröffentlichung: 7. August 2020 |

### EPs
| Jahr | Titel Musiklabel                   | Anmerkungen                        |
| ---- | ---------------------------------- | ---------------------------------- |
| 2023 | Akustiksession Energie Musik (WMG) | Erstveröffentlichung: 2. Juni 2023 |
| 2024 | Echo Sentahood                     | Erstveröffentlichung: 10. Mai 2024 |

## Singles

### Als Leadmusikerin
| Jahr       | Titel Album                                        | Höchstplatzierung, Gesamtwochen, AuszeichnungChartplatzierungen (Jahr, Titel, Album, Platzierungen, Wochen, Auszeichnungen, Anmerkungen) | Höchstplatzierung, Gesamtwochen, AuszeichnungChartplatzierungen (Jahr, Titel, Album, Platzierungen, Wochen, Auszeichnungen, Anmerkungen) | Höchstplatzierung, Gesamtwochen, AuszeichnungChartplatzierungen (Jahr, Titel, Album, Platzierungen, Wochen, Auszeichnungen, Anmerkungen) | Anmerkungen                                                   |
| Jahr       | Titel Album                                        | DE | AT | CH | Anmerkungen                                                   |
| ---------- | -------------------------------------------------- | --- | --- | --- | ------------------------------------------------------------- |
| als Senta  |                                                    | | | |                                                               |
|            |                                                    | | | |                                                               |
| 2006       | Scheißegal –                                       | DE69 (4 Wo.)DE | — | — | Erstveröffentlichung: 1. September 2006                       |
| 2007       | Ich sehe was, was du nicht siehst –                | DE71 (2 Wo.)DE | — | — | Erstveröffentlichung: 20. April 2007                          |
| als Oonagh |                                                    | | | |                                                               |
|            |                                                    | | | |                                                               |
| 2014       | Gäa Oonagh                                         | DE67 (4 Wo.)DE | — | — | Erstveröffentlichung: 21. März 2014                           |
| 2016       | Willst du noch träumen –                           | — | — | — | Erstveröffentlichung: 20. Oktober 2016 feat. Elbkinder        |
| 2016       | Aulë und Yavanna Märchen enden gut                 | — | — | — | Erstveröffentlichung: 4. November 2016 (Jungle-Mix)           |
| 2017       | Zeit der Sommernächte Best Of                      | — | — | — | Erstveröffentlichung: 24. März 2017 mit Safri Duo             |
| 2017       | Zauberwald –                                       | — | — | — | Erstveröffentlichung: 22. Dezember 2017                       |
| 2019       | Kuliko Jana – Eine neue Zeit Eine neue Zeit        | — | — | — | Erstveröffentlichung: 28. Juni 2019                           |
| als Senta  |                                                    | | | |                                                               |
|            |                                                    | | | |                                                               |
| 2022       | Aus Oonagh wird Senta: Ein neues Kapitel beginnt – | — | — | — | Erstveröffentlichung: 14. April 2022                          |
| 2022       | Was immer es ist Egal wie weit                     | — | — | — | Erstveröffentlichung: 6. Mai 2022                             |
| 2022       | Musik Musik Egal wie weit                          | — | — | — | Erstveröffentlichung: 1. Juli 2022                            |
| 2022       | Aufhören Egal wie weit                             | — | — | — | Erstveröffentlichung: 9. September 2022                       |
| 2022       | Verlieren Egal wie weit                            | — | — | — | Erstveröffentlichung: 4. November 2022                        |
| 2023       | Egal wie weit                                      | — | — | — | Erstveröffentlichung: 27. Januar 2023                         |
| 2023       | Hallo Angst Echo                                   | — | — | — | Erstveröffentlichung: 27. Oktober 2023 feat. Florian Künstler |
| 2023       | Du bist was Besseres Echo                          | — | — | — | Erstveröffentlichung: 1. Dezember 2023                        |
| 2024       | Unperfekt Echo                                     | — | — | — | Erstveröffentlichung: 9. Februar 2024                         |
| 2024       | So jung Echo                                       | — | — | — | Erstveröffentlichung: 8. März 2024                            |
| 2024       | Bisschen von Allem Echo                            | — | — | — | Erstveröffentlichung: 12. April 2024                          |
| 2024       | Farben sind für alle da –                          | — | — | — | Erstveröffentlichung: 5. Juli 2024                            |

### Als Gastmusikerin
| Jahr | Titel Album                                               | Höchstplatzierung, Gesamtwochen, AuszeichnungChartplatzierungen (Jahr, Titel, Album, Platzierungen, Wochen, Auszeichnungen, Anmerkungen) | Höchstplatzierung, Gesamtwochen, AuszeichnungChartplatzierungen (Jahr, Titel, Album, Platzierungen, Wochen, Auszeichnungen, Anmerkungen) | Höchstplatzierung, Gesamtwochen, AuszeichnungChartplatzierungen (Jahr, Titel, Album, Platzierungen, Wochen, Auszeichnungen, Anmerkungen) | Anmerkungen                                                                                          |
| Jahr | Titel Album                                               | DE | AT | CH | Anmerkungen                                                                                          |
| ---- | --------------------------------------------------------- | --- | --- | --- | --- |
| 2003 | Smile Friends                                             | DE5 (9 Wo.)DE | AT26 (6 Wo.)AT | CH34 (4 Wo.)CH | Erstveröffentlichung: 18. August 2003 mit Star Search 1 – The Kids                                   |
| 2003 | Do They Know It’s Christmas? The Ultimate Christmas Album | DE3 Gold · (8 Wo.)DE | AT28 (5 Wo.)AT | CH32 (5 Wo.)CH | Erstveröffentlichung: 24. November 2003 Verkäufe: + 150.000; mit den TV Allstars; Original: Band Aid |
| 2004 | Mother Lucky Star                                         | DE71 (3 Wo.)DE | — | — | Erstveröffentlichung: 19. April 2004 Daniel feat. Senta-Sofia, Jenniffer & Oliver                    |
| 2024 | Überholspur –                                             | — | — | — | Erstveröffentlichung: 5. Januar 2024 EstA feat. Senta                                                |
| 2024 | Ab zum Meer / Към морето –                                | — | — | — | Erstveröffentlichung: 21. Juni 2024 Team Karacho feat. Senta                                         |

## Musikvideos
| Jahr       | Titel                                    | Regisseur(e)               |
| ---------- | ---------------------------------------- | -------------------------- |
| als Senta  |                                          |                            |
|            |                                          |                            |
| 2003       | Do They Know It’s Christmas?             | Johannes Grebert           |
| 2006       | Scheißegal                               | Oliver Sommer              |
| 2007       | Ich sehe was, was du nicht siehst        | Hans Hammers Jr. II        |
| 2011       | Wenn du dich traust                      | Alkmini Boura, Fee Scherer |
| als Oonagh |                                          |                            |
|            |                                          |                            |
| 2014       | Gäa                                      | Sören Schaller             |
| 2014       | Oromé                                    | Sören Schaller             |
| 2014       | Vergiss mein nicht                       | Sören Schaller             |
| 2014       | Eldamar                                  |                            |
| 2015       | Ananau – Wo die Höhen zum Himmel reichen |                            |
| 2015       | Silmaril – Schöner als die Sterne        |                            |
| 2015       | Tinúviël – Bis die Stille zerbricht      |                            |
| 2015       | Tír na nÓg                               |                            |
| 2016       | Aulë und Yavanna                         | Arrigo Reuss               |
| 2016       | Der fahle Mond                           |                            |
| 2017       | Zeit der Sommernächte                    | Thomas Otto                |
| 2019       | Kuliko Jana – Eine neue Zeit             |                            |
| 2020       | Pura Vida                                | Ilka Wensing               |
| als Senta  |                                          |                            |
|            |                                          |                            |
| 2022       | Was immer es ist                         | Marvin Ströter             |
| 2022       | Musik Musik                              | Amelie Siegmund            |
| 2022       | Aufhören                                 | Amelie Siegmund            |
| 2022       | Verlieren                                |                            |
| 2023       | Egal wie weit                            |                            |
| 2023       | Du bist was Besseres                     | Rawsouls Production        |
| 2024       | Ab zum Meer / Към морето                 |                            |

## Sonderveröffentlichungen
| Jahr | Titel Album                                                                | Anmerkungen                                                                      |
| ---- | -------------------------------------------------------------------------- | -------------------------------------------------------------------------------- |
| 2003 | Smile Friends                                                              | Erstveröffentlichung: 1. September 2003 mit Star Search 1 – The Kids             |
| 2003 | Do They Know It’s Christmas? The Ultimate Christmas Album                  | Erstveröffentlichung: 1. Dezember 2003 mit den TV Allstars; Original: Band Aid   |
| 2004 | Mother Lucky Star                                                          | Erstveröffentlichung: 5. April 2004 Daniel feat. Senta-Sofia, Jenniffer & Oliver |
| 2014 | Minne (Live) Mit den Gezeiten – Live aus der O₂ World Hamburg              | Erstveröffentlichung: 30. Mai 2014 Santiano feat. Oonagh                         |
| 2014 | Vergiss mein nicht (Live) Mit den Gezeiten – Live aus der O₂ World Hamburg | Erstveröffentlichung: 30. Mai 2014 Santiano feat. Oonagh                         |
| 2015 | Tír na nÓg Destiny                                                         | Erstveröffentlichung: 23. Oktober 2015 Celtic Woman mit Oonagh                   |
| 2016 | Eine Mannschaft Santiano präsentiert König der Piraten                     | Erstveröffentlichung: 4. November 2016 Santiano mit Oonagh                       |
| 2016 | Fass dir ein Herz Santiano präsentiert König der Piraten                   | Erstveröffentlichung: 4. November 2016 Santiano mit Oonagh                       |
| 2016 | Herren der Winde Santiano präsentiert König der Piraten                    | Erstveröffentlichung: 4. November 2016 Santiano mit Oonagh                       |
| 2019 | Minne (Unplugged) MTV Unplugged                                            | Erstveröffentlichung: 18. Oktober 2019 Santiano feat. Oonagh                     |

| Jahr       | Titel Album                                               | Anmerkungen                                                                    |
| ---------- | --------------------------------------------------------- | ------------------------------------------------------------------------------ |
| als Senta  |                                                           |                                                                                |
|            |                                                           |                                                                                |
| 2003       | Do They Know It’s Christmas? The Ultimate Christmas Album | Erstveröffentlichung: 1. Dezember 2003 mit den TV Allstars; Original: Band Aid |
| 2003       | Oh Tannenbaum The Ultimate Christmas Album                | Erstveröffentlichung: 1. Dezember 2003                                         |
| als Oonagh |                                                           |                                                                                |
|            |                                                           |                                                                                |
| 2015       | O Tannenbaum Giraffenaffen 4 – Winterzeit                 | Erstveröffentlichung: 6. November 2015                                         |
| 2020       | Pura Vida Dein Song 2020                                  | Erstveröffentlichung: 20. März 2020 mit Ayla Rosa Janssens                     |

| Jahr       | Titel Soundtrack zu         | Anmerkungen                             |
| ---------- | --------------------------- | --------------------------------------- |
| als Oonagh |                             |                                         |
|            |                             |                                         |
| 2017       | Zauberwald Rübezahls Schatz | Erstveröffentlichung: 22. Dezember 2017 |

## Promoveröffentlichungen
| Jahr       | Titel Album                  | Anmerkungen                                 |
| ---------- | ---------------------------- | ------------------------------------------- |
| als Oonagh |                              |                                             |
|            |                              |                                             |
| 2015       | Christmas Secrets –          | Erstveröffentlichung: 2015 mit Celtic Woman |
| 2020       | Du bist genug Eine neue Zeit | Erstveröffentlichung: 15. Mai 2020          |

## Hörspiele
| Jahr       | Titel Musiklabel                              | Anmerkungen                                                          |
| ---------- | --------------------------------------------- | -------------------------------------------------------------------- |
| als Oonagh |                                               |                                                                      |
|            |                                               |                                                                      |
| 2017       | Rolfs neue Vogelhochzeit Musik für Dich (UMG) | Erstveröffentlichung: 7. April 2017 u. a. mit Sasha & Rolf Zuckowski |

## Statistik

### Chartauswertung
|                     | DE    | AT    | CH    |
| ------------------- | ----- | ----- | ----- |
| Nummer-eins-Alben   | DE—DE | AT—AT | CH—CH |
| Top-10-Alben        | DE5DE | AT—AT | CH—CH |
| Alben in den Charts | DE6DE | AT4AT | CH5CH |

|                       | DE    | AT    | CH    |
| --------------------- | ----- | ----- | ----- |
| Nummer-eins-Singles   | DE—DE | AT—AT | CH—CH |
| Top-10-Singles        | DE2DE | AT—AT | CH—CH |
| Singles in den Charts | DE6DE | AT2AT | CH2CH |

### Auszeichnungen für Musikverkäufe
Anmerkung: Auszeichnungen in Ländern aus den Charttabellen bzw. Chartboxen sind in ebendiesen zu finden.
| Land/RegionAuszeichnungen für Musikverkäufe (Land/Region, Auszeichnungen, Verkäufe, Quellen) | Gold     | Platin     | Verkäufe | Quellen           |
| -------------------------------------------------------------------------------------------- | -------- | ---------- | -------- | ----------------- |
| Deutschland (BVMI)                                                                           | 3× Gold3 | 2× Platin2 | 750.000  | musikindustrie.de |
| Insgesamt                                                                                    | 3× Gold3 | 2× Platin2 |          |                   |